# Лесбійське стирання
Лесбійське стирання (англ. Lesbian erasure) ― тенденція ігнорувати, вилучати, фальсифікувати чи переосмислювати лесбійську історію в наукових колах, медіа та інших першоджерелах. Стирання лесбійок відбувається внаслідок перетину сексизму, якого зазнає жіноча історія та розширення прав загалом (андроцентризм історії, чоловічий погляд, об'єктивування та утиск жіночої сексуальності) та гомофобії (лесбофобії і біфобії) як інструменту гетеропатріархату. Через ці фактори лесбійок ігнорують та дискримінують навіть в рамках ЛГБТ-спільноти.

## В історії
Журналістка та авторка Вікторія А. Браунворт писала, що стирання лесбійської сексуальності з історичних записів «схоже на стирання жіночої сексуальності: сексуальне бажання жінок завжди розглядалося, обговорювалося і змальовувалося в рамках конструкції та сфери діяльності чоловічого погляду». Часто стирання лесбійок стає можливим, коли ЛГБТ-організації не визнають внеску лесбійок, наприклад, коли у 2018 році заява Національного центру з прав лесбійок про заворушення в Стоунволлі не визнала причетності Шторме ДеЛарвері до повстання.
Прикладом стирання є приписування досягнень лесбійок геям. У 1974 р. Кеті Козаченко стала першою кандидаткою у США, яка балотувалась, відкрито визнавши себе лесбійкою. Однак, це досягнення в історії ЛГБТ неправильно приписували політику із Сан-Франциско Гарві Мілку.

## В дослідженнях
Попри зростання ЛГБТ-прав протягом багатьох років, традиційна академічна наука досі часто нехтує та не вивчає лесбійок. Політична теоретикиня Анна Марі Сміт заявила, що лесбійство було викреслене з «офіційного дискурсу» у Британії, оскільки лесбійки розглядаються як «відповідальні гомосексуалки». Як результат, сексуальні практики лесбійок не були криміналізовані у Британії подібним чином до криміналізації сексуальної активності геїв. Сміт також вказує на виключення жінок із досліджень СНІДу в Центрах контролю та профілактики захворювань. Вона вважає, що ці стирання є наслідком сексизму, і пропонує, щоб ці питання вирішувались безпосередньо лесбійським активізмом.

## В рекламі
Марсі Б'янко з Інституту гендерних досліджень Клеймана Стенфорду описала, як лесбійок стирають в рекламі. Рекламодавці від початку не таргетують лесбійок, рекламуючи товари для ЛГБТ-авдиторії. Як приклад вона назвала крах AfterEllen, який, на її думку, був наслідком відсутності рекламодавців. Колишня головна редакторка AfterEllen, Карман Крегло, заявила, що рекламодавці не думають про лесбійок як про жінок, і Тріш Бендікс зауважила, що лесбійкам подобаються товари для геїв, навіть якщо вони орієнтовані на чоловіків.

## Лесбійський простір
Активістки лесбійського фемінізму нарікають на зникнення багатьох фізичних просторів, таких як лесбійські бари, жіночі книгарні та музичні фестивалі, які були альтернативними лесбійськими просторами, де процвітала лесбійська субкультура. Алексіс Клементс із журналу «Curve» сказала, що пояснення, чому так багато лесбійських просторів закрилося або змінилося, незрозуміле, але «частина цього, безумовно, є економічною», а частина «пов'язана з політичними змінами», оскільки «законодавство поступово змінюється, щоб зменшити дискримінацію ЛГБТ у таких сферах, як шлюб чи працевлаштування, можливо, зараз багато хто відчувають себе більш інтегрованими у велику культуру і не бачить такої великої потреби в окремому просторі чи політичній активності». Вона також поставила під сумнів, чи є зміна генераційною, оскільки «відбувся перехід до квір-ідентичностей та політики, що породжуються переконанням, що стать та сексуальність діють у спектрі, який не обов'язково вписується в чоловічий/жіночий чи цис-/гей/бі парадигми, в той час як інші, як і раніше, віддають перевагу і вірять у необхідність створення просторів, які будуть більш інклюзивними».

### Книги та журнали
- Barrett, Ruth, ред. (2016). Female Erasure: What You Need To Know About Gender Politics' War on Women, the Female Sex and Human Rights (вид. 1st). California: Tidal Time Publishing. с. 225. ISBN 978-0997146707.
- Derry, Caroline (Autumn 2018). Lesbianism and Feminist Legislation in 1921: the Age of Consent and 'Gross Indecency between Women' (PDF). History Workshop Journal. 86: 245—267. doi:10.1093/hwj/dby021. ISSN 1363-3554. Архів оригіналу (PDF) за 6 березня 2021. Процитовано 3 квітня 2021.
- Hawthorne, Susan (2007). The Silences Between: Are Lesbians Irrelevant?. Journal of International Women's Studies. Bridgewater State University. 8 (3): 125—138. ISSN 1539-8706. Архів оригіналу за 11 лютого 2020. Процитовано 15 березня 2022.
- Hodson, Loveday (2017). Queering the Terrain: Lesbian Identity and Rights in International Law (PDF). Feminists@law. University of Kent. 7 (1). ISSN 2046-9551. Архів оригіналу (PDF) за 19 липня 2019. Процитовано 3 квітня 2021. (via University of Leicester)
- Jeffreys, Sheila (2018). Postcript: The erasure of lesbians. The Lesbian Revolution: Lesbian Feminism in the UK 1970-1990. Routledge. с. 186. ISBN 978-1138096561. LCCN 2018012144.
- Millward, Liz; Dodd, Janice G.; Fubara-Manuel, Irene (2017). Killing Off the Lesbians: A Symbolic Annihilation on Film and Television. Jefferson, North Carolina: McFarland & Company. ISBN 978-1476668161.
- Munt, Sally R. (1998). Heroic Desire: Lesbian Identity and Cultural Space (вид. 1st). New York University Press. ISBN 978-0814756065.
- Wilton, Tamsin (1995). Invisible and erased: uses and abuses of history. Lesbian Studies: Setting an Agenda. Routledge. с. 50–65. ISBN 0-415-08655-8.